# Strada principale 394
La strada principale 394 (H394; in tedesco Hauptstrasse 394; in francese route principale 394) è una delle strade principali della Svizzera.

## Percorso
La strada principale 394 ha inizio dal confine italiano presso Gaggiolo e termina dopo pochi chilometri a Stabio, dove confluisce nell'autostrada A24.
La strada H394 è parte della strada nazionale 24, che collega il valico di Gaggiolo a Mendrisio.